# Coenypha
Coenypha Simon, 1895 è un genere di ragni appartenente alla famiglia Thomisidae.

## Distribuzione
Le quattro specie note di questo genere sono diffuse in Cile

## Tassonomia
Non sono stati esaminati esemplari di questo genere dal 1926.
A giugno 2014, si compone di quattro specie:
- Coenypha edwardsi (Nicolet, 1849)[2] — Cile
- Coenypha fasciata Mello-Leitão, 1926 — Cile
- Coenypha fuliginosa (Nicolet, 1849) — Cile
- Coenypha lucasi (Nicolet, 1849) — Cile